# Anyi Lorak
Karolina Miroszlavivna Kujek (ukránul: Кароліна Мирославівна Куєк; Kicmany, 1978. szeptember 27.), művésznevén Anyi Lorak (Ані Лорак), angol átírásban Ani Lorak ukrán pop énekesnő.
Énekesnői pályafutását 1996-ban kezdte. Lorak Ukrajnát képviselte Shady Lady című számával a 2008-as Eurovíziós Dalfesztiválon, Belgrádban. A belgrádi döntőben a második helyen végzett.

## Életrajz
Karolina korán, már négyéves korában elhatározta, hogy énekesnő lesz. Gyakran szerepelt különböző iskolai énekversenyeken. 1992-ben részt vett a Pervocvit–92 nevű népszerű versenyen, amit meg is nyert, ekkor találkozott exproducerével, Jurij Faljoszával. Végül 14 évesen aláírta első profi szerződését.
Karolina Anyi Lorak néven vált ismertté 1995 márciusában, amikor részt vett egy televíziós tehetségkutatóban, a „Morning Star”-ban, Moszkvában. Már volt egy ugyanilyen nevű induló a versenyen, emiatt Karolinának ki kellett találnia egy művésznevet. Anyi Lorak a Karolina visszafelé olvasott változata.
Anyi Lorak Kijevbe költözött 1995-ben, abban az időben már jól csengett a neve a show business világában. New York-ban  megnyerte a „Big Apple Music 1996 Competition”-t, ez még ismertebbé tette. 1996-ban ő lett az év felfedezettje a népszerű ukrán fesztiválon, a Tavria Games-en. Ugyanebben az évben kiadta első albumát, az „I Want to Fly”-t.
Aninak az 1997-es év kemény munkával telt, ahogy folytatta az új dalok felvételét. Elkészített két videóklipet, a „Model”-t és a „My God”-ot, utóbbi a „The Right to Chose” című film betétdala lett.
1998 tavaszán kiadta új videóklipjét, az „I will be back”-et, decemberben megjelent második albuma ugyanezzel a címmel. Ezzel egy időben leforgatta két klipjét, az „Oh my love”-ot és a „Stranger City”-t az új lemezéhez.
1999 elején széles körű turnéba kezdett, fellépett az Amerikai Egyesült Államokban, Franciaországban, Németországban, Magyarországon. Koncertjei helyet kaptak Ukrajna minden fontosabb városában. 1999-ben, a díj történetében legfiatalabbként, megkapta az Ukrajna érdemes művésze címet.
2000-ben Ani Lorak felvette új dalát a londoni Astoria stúdióban, a „Koroná”-t. Itt találkozott a brit szerzőkkel, Burrie Gerrard-dal és Josh Phillips-szel. Szintén Londonban elkészítette új dalait.
2004-2005-ben Ani Lorak az ENSZ nagykövete lett Ukrajnában, a HIV és AIDS ellen kampányolt.
2008-ban őt választották, hogy képviselje Ukrajnát az Eurovíziós Dalversenyen, a „Shady Lady” című számot énekelte a második elődöntőben, 2008. május 22-én.
Lorak a „Schwarzkopf & Henkel” arca Ukrajnában.

## Albumok
| Album címe          | Év   |
| ------------------- | ---- |
| The Best            | 2010 |
| Солнце              | 2009 |
| Shady Lady          | 2008 |
| 15                  | 2007 |
| Розкажи…            | 2006 |
| Smile               | 2005 |
| Ані Лорак           | 2004 |
| REMIX Мрій про мене | 2003 |
| Там, де ти є…       | 2001 |
| www.anilorak.com    | 2000 |
| Ангел Мрій Моїх     | 1999 |
| Я вернусь           | 1998 |
| Хочу летать         | 1996 |